# Утришский маяк
Утришский маяк — маяк, расположенный на острове Утриш (Краснодарский край, Россия), на берегу Чёрного моря.

## История
Маяк был основан в 1911 году и в старом его здании ныне находится часовня.
Новый маяк был построен в 1975 году в дань памяти всем морякам Азовской военной флотилии, а также экипажу транспортного судна «Фабрициус» (названо в честь Яна Фабрициуса), которое в годы Великой Отечественной войны было торпедировано немцами. Рядом с маяком находится гранитная плита с именами погибших членов экипажа транспорта.
Также недалеко установлен памятник экипажу самолёта Як-40, потерпевшего катастрофу в 1976 году.